# Julie Adrienne Carricaburu
Julie Adrienne Carricaburu Roger, conocida como Madame de Villéhélio, (Chéraute, Sola, 14 de octubre de 1827 - 10 de febrero de 1898 ) fue una musicóloga, cantante, compositora y pianista del País Vasco francés. Pionera folclorista que recogió cantos en dialecto suletino a mediados del XIX, temas que se convirtieron en la primera antología de la canción vasca.

## Biografía
Julie nació en el castillo de Chéraute en Sola, departamento de los Pirineos Atlánticos. Era la hija de un indiano que se enriqueció en México. Era la más joven de seis hermanos. Estudió en la escuela Sacre Coeur, como sus hermanas, pero sus padres pensaron que estos estudios no eran suficientes y contrataron a un instructor de verano, el escritor y lingüista especializado en euskera, Agustín Chaho.

## Carrera musical
En Pau asistía a reuniones de alto nivel de la baronesa d'Artigau y, siendo muy buena soprano, atraía la atención de todos los asistentes cuando comenzaba a cantar. En la década de mediados de siglo XIX comenzó a reunir canciones populares y, además de las de su padre, recogió las de los labradores y las trascribió al piano, las recogió en dialecto suletino, euskera particular que se habla en Sola (el más pequeño de los territorios tradicionales vascohablantes, al este del País Vasco francés).

## Obras
No se conoce totalmente su obra. En 1869 editó 12 piezas con el título Souvenirs des Pyrénées (Baiona, 26 pp.), sin que haya llegado a saberse qué fue de las demás, eran diez canciones y dos piezas instrumentales: Txoriñoa kaiolan, Argia dela, Alargunsa, Iruita, Cantique, Adio ederra, Aphal aphal burua, Baratzeko geroflea, Maitenena, Agota, Zortziko eta Maskarada martxa. Fue reeditada en 1954 en el Boletín de la Real Sociedad Bascongada de Amigos del País, con traducción al castellano y trascripción en grafía moderna.

## Homenajes
- En 2010, se celebró un concierto llamado compositoras vascas en el Teatro Campos Eliseos de Bilbao . La iniciativa se originó a partir de la investigación de la soprano vizcaína Maite Idirin. Fue un homenaje a Julie Karrikaburu, Emma Chacon, Emiliana Zubeldiari.[8][9]
- En 2020, la Fundación Juan March está planeando un concierto en su sede en Madrid. Voces inéditas: compositoras bajo el título. Fueron injustamente olvidadas, reclamando el trabajo de Julie Karrikaburu, Emma Chacon, Emiliana Zubeldia, Ana Idiartborde y María Luisa Ozaita.[10]